# Limonia lindbergi
Limonia lindbergi är en tvåvingeart som beskrevs av Nielsen 1962. Limonia lindbergi ingår i släktet Limonia och familjen småharkrankar.
Artens utbredningsområde är Afghanistan. Inga underarter finns listade i Catalogue of Life.